# Chucunaque
Chucunaque je panamská řeka. Pramení v severní části provincie Darién. Chucunaque je nejdelší řeka Panamy a je největším přítokem řeky Tuira. Do řeky Tuira, jejíž vody jsou odváděny do východní části Panamského zálivu, se vlévá zprava. Řeky Tuira, Chucunaque a Balsas tvoří povodí o rozloze 10 664,42 km², které je největší v Panamě.

## Průběh toku
Řeka Chucunaque pramení v jižní části pohoří Serranía de San Blas. Protéká Dariénem k jihojihovýchodu. Zleva přibírá vodní toky pramenící v Serranía del Darién. Ve střední a dolní části toku meandruje. U sídla Yaviza přibírá zleva vody řeky Chico a stáčí se k severozápadu. Po 5 až 6 kilometrech se stáčí k jihu a ústí do Tuiry. Do řeky Tuira ústí zprava zhruba 2 km od sídla El Real de Santa María. Část toku tvoří přirozenou hranici mezi regiony Emberá-Wounaan a Darién.

### Přítoky
Subcutí (L), Metetí (P), Tuquesa (L), Titati (L), Chico (L)